# Чеховский, Павел Андреевич
Павел Андреевич Чеховский (15 января 1911 года, село Кадниха, Томская губерния — 14 сентября 1982 года, Мариуполь) — передовик производства, старший мастер рельсо-балочного цеха Ждановского металлургического завода «Азовсталь» имени Орджоникидзе, Сталинская область, Украинская ССР. Герой Социалистического Труда (1958).

## Биография
Родился 15 января 1911 года[уточнить] в селе Кадниха, Томская губерния (сегодня — Тогучинский район Новосибирской области). После окончания металлургического техникума в Новосибирской области проживал в городе Сталинск. Участвовал в Великой Отечественной войне. После демобилизации поселился в Мариуполе, где работал на восстановлении завода «Азовсталь». Работал старшим мастером в рельсо-балочном цехе завода.
В 1958 году удостоен звания Героя Социалистического Труда за выдающиеся трудовые достижения.
После выхода на пенсию проживал в Мариуполе, где скончался в 1982 году. Похоронен на Старокрымском кладбище в окрестностях Мариуполя.

## Награды
- Герой Социалистического Труда — указом Президиума Верховного Совета СССР от 19 июля 1958 года
- Орден Ленина — дважды
- Орден Трудового Красного Знамени — трижды
- Орден Отечественной войны 1 степени